# Пономарёв, Пётр Денисович
Пётр Денисович Пономарёв (1918—1997) — советский художник декоративно-прикладного искусства, коллекционер произведений народного искусства, пропагандист художественных ремесел и народных промыслов.

## Биография
Родился 10 августа 1918 года в селе Клёповка (ныне Бутурлиновский район, Воронежская область).
Учился на живописно-декоративном отделении Тамбовского художественного училища (1935—1937). Участник боёв на Халхин-Голе и Великой Отечественной войны. Художник-консультант цеха керамической игрушки артели «Красный гончар» в селе Пузево (1946—1947). Организатор в Воронеже артели «Керамик» по изготовлению детских игрушек и художественных изделий. С 1948 года художник, технолог, старший мастер художественно-керамического цеха областного товарищества «Художник». Главный художник Воронежских художественно-производственных мастерских (1970—1977). Участник областных, зональных, республиканских выставок с 1954 года.
Автор декоративных блюд, панно, ковров орнаментированных по мотивам народного искусства Воронежской области, эксклюзивных сценических костюмов для фольклорных ансамблей, женских украшений (броши, бусы, кулоны) из дерева и керамики, этнографических зарисовок, а также жанрово-бытовых сцен, портретов, пейзажей, натюрмортов исполненных в технике акварели, офорта, линогравюры. Член СХ СССР (1961).
Умер 20 февраля 1997 года. Похоронен в Воронеже на Коминтерновском кладбище.

## Награды и звания
- орден Отечественной войны II степени (6.4.1985)
- заслуженный работник культуры РСФСР (1980)
- Почётный гражданин Воронежа (1995)

## Память
Представлен в Воронежском областном краеведческом музее, Воронежском областном художественном музее имени И.Н. Крамского, в Воронежской городской библиотеке-музее № 24, которой в 1998 присвоено имя Пономарёва.
Именем Пономарёва названа улица в Воронеже.